# Setge d'Antioquia (968-969)
El setge d'Antioquia de 968-969 fou una ofensiva militar reeixida dirigida per importants comandants de l'Imperi Romà d'Orient per reconquerir la ciutat estratègicament important d'Antioquia dels hamdànides.
Després d'un any saquejant Síria, l'emperador Nicèfor II Focas (r. 963-969) decidí tornar a Constantinoble per passar-hi l'hivern. Abans de marxar, construí el fort de Baghras prop d'Antioquia i nomenà Miquel Burtzes comandant de la fortificació, amb instruccions d'assetjar Antioquia juntament amb l'estratopedarca Pere. Nicèfor els prohibí expressament que prenguessin Antioquia per la força perquè volia mantenir la integritat de la ciutat. Tanmateix, Burtzes no volia esperar fins a l'hivern per prendre la ciutat. A més a més, volia impressionar Nicèfor i llaurar-se un nom, per la qual cosa encetà negociacions amb els defensors per obtenir-ne la rendició. En aquell moment, Pere estava duent a terme una ràtzia als camps que envoltaven la ciutat amb el comandant sirià Aixalx, durant el qual probablement entrà en contacte per primera vegada amb Qarquya. Sembla versemblant que Burtzes s'aliés amb Àulax, comandant de les torres Kal·las d'Antioquia. Suposadament, Àulax, a canvi d'obsequis i prestigi, ajudà Burtzes, el seu comandant Sacaci (Isaac) Bracami i 300 homes a pujar a les torres Kal·las de nit. Una vegada a dalt, trobaren un punt de suport a les defenses externes de la ciutat.
Burtzes, en control de les muralles externes, envià un missatge a Pere cridant-lo a Antioquia per prendre la ciutat. En un primer moment, Pere vacil·là, recordant les ordres de l'emperador de no prendre Antioquia per la força. Tanmateix, com que les peticions d'auxili de Burtzes cada vegada eren més desesperades i els seus homes començaven a perdre terreny a les muralles, decidí tornar a Antioquia i ajudar-lo. Pere s'acostà a les portes de Kal·las el 28 d'octubre del 969 i, en veure el seu atac, els antioquens recularen i foren derrotats. Després de la presa d'Antioquia, Burtzes fou rellevat del seu càrrec per Nicèfor per desobediència, cosa que el feu implicar-se en el complot que acabaria matant Nicèfor. Pere, en canvi, continuà penetrant el territori sirià, assetjant i sotmetent Alep i convertint l'Emirat d'Alep en un tributari romà d'Orient pel tractat de Sàfar.